# Анијер на Сени
Анијер на Сени (фр. Asnières-sur-Seine) је насељено место у Француској у Париском региону, у департману Горња Сена.
По подацима из 2006. године број становника у месту је био 82.351.

## Демографија
| 1962.  | 1968.  | 1975.  | 1982.  | 1990.  | 1999.  | 2006.  | 2011.  |
| ------ | ------ | ------ | ------ | ------ | ------ | ------ | ------ |
| 81.768 | 80.113 | 75.431 | 71.077 | 71.850 | 75.837 | 82.351 | 83.376 |

## Партнерски градови
- Шпандау